# European Coastal Airlines
European Coastal Airlines (kurz: ECA) war eine kroatische Fluggesellschaft, die ausschließlich Amphibienflugzeuge einsetzte. Das Unternehmen wurde im September 2000 von der kroatischen Firma Obalna Kapitalna Ulaganja d.o.o. aus Zagreb und der Sea Plane Service GmbH aus Landsberied gegründet. Hauptsitz des Unternehmens war Zagreb.

## Geschichte
Mit der ersten ECA-Werbeaktion „Rettet die Goose“ im Gründungsjahr 2000 eröffnete ECA mit einer solchen Maschine und einer LA-4-200 Buccaneer ihren Flugbetrieb mit Charterflügen. Der Geschäftsführer Klaus-Dieter Martin animierte Freunde und Fliegerkollegen mitzumachen, um die Gründungsidee von einer zu Wasser und an Land operierenden Fluggesellschaft in Kroatien zu verwirklichen und auszubauen. Insgesamt benötigte die Beschaffung der Betriebsbewilligung sieben Jahre. Die Flüge sind eine Konkurrenz zu Fähr- und Schnellboot-Verbindungen zu den Inseln.
Im August 2002 berichtete die Tageszeitung Slobodna Dalmacija, dass das Unternehmen 25 weitere Lizenzen beantragt habe, um auf der ganzen kroatischen Adria landen und starten zu können, einschließlich des Hafens von Zadar. Laut kroatischem Recht müssen für Wasserflugzeugoperationen sowohl Lizenzen der zivilen Luftfahrtbehörde, Seeverkehrsbehörde und der jeweiligen Hafenmeistereien vorliegen.
Im Juli 2010 berichtete die Zagreber Tageszeitung Večernji list über Expansionspläne der ECA im Umfang von 33 Millionen Euro. Geplant war der Bau mehrerer Ponton-Stützpunkte entlang der kroatischen Küste sowie die Erweiterung der Einrichtungen am zentralen Hub auf der Divulje Militärbasis nahe der Stadt Split.
Im November 2012 gewann ECA die LEHEL Industrie Gruppe aus München als Lead-Investor für den Weiteraufbau der Airline. LEHEL erwarb eine 26-prozentige Beteiligung an der ECA. Eine zweite Finanzierungsrunde wurde angestrebt, in die weitere Investoren sowie auch kroatische Banken und die Republik Kroatien eingebunden werden sollten.
Ab Mitte 2013 wurden die Linienverbindungen um die fünf Ziele Split, Dubrovnik, Hvar, Korčula und Zadar erweitert. 2015 wurde das Streckennetz deutlich erweitert. Es werden unter anderem Split (Downtown), Pula, Dubrovnik und Zadar angeflogen. Im Jahre 2015 wurde Ancona als erstes internationales Ziel in das Streckennetz aufgenommen, mit Pescara im Jahre 2016 die zweite. Es bestanden Planungen, das Streckennetz nach Zagreb zu erweitern. Bis 2019 wollte der Geschäftsführer bis zu 20 Flugzeuge im Einsatz haben und nach Italien und Montenegro fliegen.
Nach Vorwürfen von früheren und aktuellen Mitarbeitern von ECA, wichtige Wartungsarbeiten zu vernachlässigen, wurde der Flugbetrieb am 13. August 2016 zuerst vorläufig eingestellt. Die kroatische Behörde für Zivilluftfahrt veranlasste Prüfungen. Klaus-Dieter Martin stellte die Vorwürfe als Racheaktion von entlassenen Mitarbeitern dar. Am 25. August konnte die Gesellschaft kurzfristig den Flugbetrieb wieder aufnehmen, musste diesen aber erneut wieder ab dem 4. Oktober einstellen.

## Flotte
Mit Stand November 2013 bestand die Flotte der European Coastal Airlines aus vier Flugzeugen:
- 2 De Havilland Canada DHC-6 Twin Otter (Wasserflugzeug, neben dem Standard-Fahrwerk mit Doppelschwimmern ausgerüstet).
- 1 G-21A Goose (Baujahr 1944, komplett überholt im Jahr 2004)
- 1 LA-4-200 Buccaneer

Bestellungen
- 6 De Havilland Canada DHC-6 Twin Otter